# 西斯納公園 (伊利諾伊州)
西斯納公園（英語：Cissna Park）是位於美國伊利諾伊州易洛魁縣的一個村落。

## 地理
西斯納公園的座標為40°33′53″N 87°53′35″W / 40.56472°N 87.89306°W，而該地最高點為海拔高度203米（即666英尺）。

## 人口
根據2010年美國人口普查的數據，西斯納公園的面積為1.80平方千米，當中陸地面積為1.80平方千米，而水域面積為0.00平方千米。當地共有人口846人，而人口密度為每平方千米470人。